# كينيث هاتشينز
كينيث هاتشينز (بالإنجليزية: Kenneth Hutchins)‏ هو قسيس أمريكي، ولد في 1941 في Walpole, Massachusetts ‏ في الولايات المتحدة.